# Antigone (nièce d'Antipater)
Pour les articles homonymes, voir Antigone.
Antigone ou Antigoné (grec ancien : Ἀντιγόνη, Antigónê) est une princesse macédonienne qui a vécu au IVe siècle av. J.-C. Elle est la nièce d'Antipater, le régent de Macédoine pendant les conquêtes d'Alexandre le Grand, et la mère de Bérénice, épouse de Ptolémée Ier.
Originaire de Paliura ou d'Éordée, Antigone est la fille d'un noble macédonien, Cassandre, frère d'Antipater. Elle épouse en premières noces Magas avec laquelle elle a une fille, Bérénice, qui épouse Ptolémée Ier. Elle épouse en secondes noces Lagos, le père de Ptolémée.